# 村上義之助
村上 義之助（むらかみ よしのすけ、1888年3月 - 1980年）は、大正から昭和にかけての日本の銀行家。
埼玉縣信用金庫初代理事長および会長、全国信用金庫連合会（現・信金中央金庫）会長を務めた。

## 来歴
埼玉県忍町（現・行田市）初代町長の村上多熊の次男として、忍町で生まれる。
埼玉県立熊谷中学校（現・埼玉県立熊谷高等学校）を経て埼玉県師範学校（現・埼玉大学）を卒業した。その後県下の3町村で小学校教員を務めたが、1915年（大正4年）に退職した。1918年に忍町北谷信用組合を設立し、専務理事に就任する。第一次世界大戦の好況期に創業したため、業績は順調で、預金量を増やした（1920年に「忍町信用組合」に改称）。1932年（昭和7年）に忍町信用組合の組合長に就任した。
1947年に忍町を含む県下の9信用組合によって埼玉県信用組合が設立されると組合長に就任し（組合としての事業開始は1948年）、埼玉縣信用金庫に改名した1951年10月からは理事長となる。理事長は1970年まで務めた。以後は、会長、名誉会長を歴任した。全国信用金庫連合会の会長も務めた。
この間、1958年（昭和33年）に行田市名誉市民に推挙された。